# 中島正弘
中島 正弘（なかじま まさひろ、1952年8月26日 - ）は、日本の建設官僚。第2代福島復興再生総局事務局長、内閣官房参与、復興庁顧問、第2代復興庁事務次官、独立行政法人都市再生機構理事長を歴任。

## 来歴
兵庫県出身。1975年、京都大学経済学部を卒業、旧建設省に入省。
都市局都市再開発課再開発融資専門官、都市局都市計画課長補佐（企画）、大臣官房文書課建設専門官、大臣官房人事課建設専門官兼大塚建設大臣秘書官（事務担当）、茨城県企画部長、建設経済局建設業課長、国土交通省大臣官房参事官（人事担当）、大臣官房人事課長、総合政策局政策課長、河川局次長、都市・地域整備局長、国土政策局長などを経て、2011年9月16日、総合政策局長に就任。2013年2月1日、復興庁事務次官に就任。2014年1月28日、復興庁顧問、内閣官房参与兼福島復興再生総局事務局長に就任。2016年6月21日、退任
2016年7月15日、独立行政法人都市再生機構理事長に就任。2024年3月31日、退任。
2024年4月30日、瑞宝重光章受章。